# La Maison des Rocheville
 (novembre 2017).
La Maison des Rocheville est une mini-série française en cinq épisodes de 100 minutes, réalisée par Jacques Otmezguine, écrite par Julien Sarfati, et diffusée du 28 septembre au 26 octobre 2010 sur France 2.

## Synopsis
Cette saga de l'été traite de l'évolution d'une famille entre 1895 et 1968. « Cette maison est vivante... Elle est capable du pire et du meilleur... Elle te protègera si tu sais l'aimer... Mais elle te détruira si tu la trahis. » Enfant, Victor de Rocheville aimait à se moquer de cette phrase que lui serinait sa grand-mère, Marie. Pourtant, tout au long de sa vie, il devra bien se rendre à l'évidence : la belle maison de ses ancêtres, pilier du domaine viticole de Villeblanche, agit comme un être humain... Elle s'émeut, nous parle et dialogue avec Victor. Ainsi, c'est la maison qui va nous raconter l'histoire et les secrets de cinq générations de nos deux familles (de 1894 aux événements de mai 68), celle des Rocheville, propriétaires du grand domaine de Villeblanche et celle des Cavali, habitant les dépendances.
Les voix de la maison sont interprétées par Judith Magre. 

## Distribution
- Virginie Desarnauts : Eugénie Froment puis de Rocheville, femme de Victor de Rocheville
- Jérémie Covillault : Fabio Cavali, fils d'Anastasia et d'un Russe, fils adoptif d'Antonella
- Alexandre Brasseur : Charles-Henri puis Victor de Rocheville (père et fils)
- Chloé Lambert : Mathilde Cavali, femme de Fabio et fille de Clélia
- Souad Amidou : Antonella Cavali, mère adoptive de Fabio
- Renan Carteaux : Charles de Rocheville, fils de Victor et Eugénie
- Thomas Chabrol : Joseph puis Jules de Rocheville (père et fils)
- Frédéric Gorny : Antonio Cavali, fils de Fabio et Mathilde
- Elsa Lunghini : Sylvana Cavali, fille de Fabio et Mathilde
- Anne Suarez : Loulou, tante de Victor et maitresse de Jules
- Lizzie Brocheré : Constance de Rocheville, fille de Victor et Eugénie
- Aurore Clément : Marie de Rocheville, femme de Joseph et mère de Jules et Charles-Henri
- Alexandra Mercouroff : Anastasia de Rocheville, femme de Charles-Henri et mère de Victor e de Fabio
- Carole Richert : Clélia, mère de Mathilde et maitresse de Joseph
- Jean-Yves Berteloot : Jacques Vigier, 1er adjoint de Bordeaux
- Roger Contebardo : Martin
- Patrick Préjean : Maurice, directeur du cabaret
- Nicole Rochelle : Josie, nouvelle danseuse du cabaret
- Pascal Demolon : Pierre Langlois
- Bruno Lochet : René Fargues
- Anthony Decadi : Gaston Fargues
- Eric Viellard : Antoine Froment, mari de Geneviève, père d'Eugénie et Martin
- Léa Pelletant : Geneviève Froment, femme d'Antoine, mère d'Eugénie et Martin
- Roger Souza : M. Dautrelle, patron de Fabio Cavali
- Pierre-Alain Ducasse : Ouvrier vendangeur (épisode 1 et 3)
- Simon Cuin : Antonio Cavali (3 ans), fils de Fabio et Mathilde
- Louis Monnier : Charles de Rocheville (3 ans), fils de Victor et Eugénie
- Matthias Van Khache : François
- Roger Contebardo : Martin, fils du couple Froment
- Pierre Mairé : Victor de Rocheville (10 ans), fils de Charles-Henri et Anastasia
- Louis Lebrun : Victor de Rocheville (13 ans), fils de Charles-Henri et Anastasia
- Nathanaël Ruestchmann : Fabio Cavali (11 ans), fils d'Anastasia et d'un Russe, fils adoptif d'Antonella
- Léo Paget : Fabio Cavali (14 ans), fils dAnastasia et d'un Russe, fils adoptif d'Antonella
- Sophie Guidon : Eugénie (9-12 ans), fille du couple Froment et sœur de Martin
- Etienne Lassalas : Antonio Cavali (14-16 ans), fils de Fabio et Mathilde
- Oliver Giggins : Charles de Rocheville (14-16 ans), fils de Victor et Eugénie
- Louis Monnier : Charles de Recheville (3 ans), fils de Victor et Eugénie
- Juliette Guez : Sylvana Cavali (10-11 ans), fille de Fabio et Mathilde
- Alice Varela : Constance de Rocheville (10-12 ans), fille de Victor et Eugénie
- Estel Lefèvre : Constance de Rocheville (4-6 ans), fille de Victor et Eugénie
- Zacharie Littner : Martin (10 ans), fils du couple Froment
- Léonard de Montmarin : Martin (13 ans), fils du couple Froment
- Chloé Jacquet : Mathilde (13 ans), fille de Clélia
- Claire Pérot : Margot, chanteuse et danseuse du cabaret de Maurice
- Stéfi Celma : Clara de Rocheville, fille de Charles
- Anthony Decadi : Gaston Fargues
- Thierry Paulo : Paco
- Jean-Claude Calon : Maître Lustig
- Olivier Saint-Blancard : Fils Fargues
- Judith Magre : La voix de la maison

## Fiche technique
- Réalisateur : Jacques Otmezguine
- Scénario : Julien Sarfati, Sandro Agénor - d'après une histoire de Julien Sarfati
- Producteur : Nelly Kafsky
- Décors : Frédéric Duru

## Épisodes

### Épisode 1:La Maison qui nous parle
- Diffusion : 
  - France 2 : 28 septembre 2010
  - France 5 : 2 janvier 2012

### Épisode 2:La Maison des Tourments
- Diffusion :
  - France 2 : 4 octobre 2010
  - France 5 : 9 janvier 2012

### Épisode 3:La Maison des Vengeances
- Diffusion :
  - France 2 : 11 octobre 2010
  - France 5 : 16 janvier 2012

### Épisode 4:La Maison sous influences
- Diffusion :
  - France 2 : 18 octobre 2010
  - France 5 : 23 janvier 2012

### Épisode 5:La Maison en Héritage
- Diffusion :
  - France 2 : 26 octobre 2010
  - France 5 : 30 janvier 2012

## Commentaires
La mini-série a été entièrement tournée du 11 janvier au 5 juin 2010 à Bordeaux et dans le Bordelais, notamment au château du Bouilh, au château des Arras, au château de Lacaussade, au château du Taillan et au château de Malleret. On compte environ 1400 figurants recrutés localement. Villeblanche, qui n'existe pas, est l'assemblage de tous ces châteaux.